# Allium najafdaricum
Allium najafdaricum — вид трав'янистих рослин родини амарилісові (Amaryllidaceae), ендемік Ірану.

## Опис
Цибулини великі, діаметром (1)2–3 см, притиснуто-кулясті. Стеблина 30–50 см завдовжки, пряма, діаметром 2–3 мм, гладка, зелена, до 1/3 вкрита голими, білуватими, з коричневими ребристими піхвами. Листя 3, циліндричні до напівциліндричних, гладкі, завдовжки 10–25 см, діаметром 3–5 мм, сірувато-зелені. Суцвіття кулясте, діаметром 3–4 см, дуже щільне. Квітки широко дзвінчасто-зірчасті. Листочки оцвітини довгасті, ложкоподібні, внутрішні — дещо ширші і довші, шпилясті, зовнішні — дещо звивисті й біля кінчика з пурпуровими смужками, зеленувато-білі з широкою зеленою (біля основи зникає) серединною жилкою, довжиною 3–4.5 мм та шириною 1–1.3 мм. Пиляки довгасті, довжиною 1–1.5 мм і шириною до 0.8 мм, золотисто-жовтого кольору. Пилок світло-жовтого кольору. Коробочка округло тригранна, дещо блискуча, жовтувато-коричнева, довжиною ≈ 4 мм та діаметром. Насіння чорне, дещо блискуче.

## Поширення
Ендемік північного Ірану.
Населяє кам'янисті гірські схили, поблизу вапнякових валунових смуг на мілкому ґрунті.